# Елбакян Олександра Асанівна
Олександра Асанівна Елбакян (нар. 6 листопада 1988) — казахська програмістка, нейрофізіологиня і біологиня, авторка порталу вільного доступу до наукових статей Sci-Hub.

## Біографія
Народилася 6 листопада 1988 року в місті Алмати, Казахстан. Має змішане вірменсько-слов'янсько-азійське походження.
З 2005 по 2009 рік навчалася в Казахському національному технічному університеті, в Інституті інформаційних технологій. Після цього працювала в лабораторії вищої нервової діяльності РАН у Москві, у Фрайбурзькому університеті, в Технологічному інституті Джорджії. З 2012 по 2014 р. навчалась у Національному дослідницькому університеті «Вища школа економіки» у Москві.
5 листопада 2011 року Олександра Елбакян створює проєкт Sci-Hub, що надає вільний доступ до наукових статей, включно з тими, за доступ до яких видавництва беруть плату. З проблемою доступу до статей Елбакян вперше зіткнулася ще студенткою в Казахстані. Згодом вона включилась у життя онлайн-спільноти, яка обмінювалась доступними статтями, і вирішила автоматизувати процес. За словами Елбакян, альфа-версію сайту було зроблено за 3 дні. Проєкт означує свою місію як боротьбу з цифровою нерівністю, боротьбу за відміну інтелектуальної власності й копірайту для наукових публікацій та підтримку руху відкритого доступу в науці. Проте сайт не є засобом для змінення системи, скоріше навпаки: система повинна змінитись, для того щоб сайти, що надають вільний доступ до знань, могли спокійно існувати.

## Відзнаки
На честь Олександри Елбакян («в ознаменування її вкладу в те, щоб наукове знання стало доступне всім дослідникам») Андрій Халаїм у 2017 році назвав новий вид комах-паразитоїдів — іхневмонід з підродини Tryphoninae роду Idiogramma, відкритий в центральній Мексиці, — Idiogramma elbakyanae. Це викликало негативну реакцію з боку Елбакян, яка сприйняла це як натяк на паразитизм на науковій роботі спільноти.
У 2021 році на честь Елбакян названо вид амфісбен Amphisbaena elbakyanae, за її колосальний внесок у зменшення наукових бар'єрів, а також її позицію, що «кожен має право брати участь у науковому прогресі та його перевагах, вільно та без економічних обмежень».